# Dywizjon Okrętów Wsparcia
Dywizjon Okrętów Wsparcia (dOW) – jednostka wojskowa Marynarki Wojennej sformowana 1 lipca 2006 roku w składzie 3 Flotylli Okrętów. Bazuje w Porcie Wojennym Gdynia
Do głównych zadań jednostki należy udział w akcjach ratowniczych na Morzu Bałtyckim. Oprócz tego do zadań jednostki należy jest szkolenie, zabezpieczania sił obrony przeciwminowej oraz załadunków i rozładunków okrętów flotylli. Dywizjon Okrętów Wsparcia zawiera okręty szkolne i ratownicze oraz Brzegową Grupę Ratowniczą.

## Historia
Dywizjon Okrętów Wsparcia powstał 1 lipca 2006 roku, a w jego skład weszły niektóre okręty Dywizjonu Okrętów Szkolno-Badawczych. Oprócz tego do dywizjonu wcielono okręty ratownicze. Jednostka została przypisana do 3 Flotylli Okrętów w Porcie Wojennym Gdynia. 1 stycznia 2012 roku w skład dOW weszła stacja demagnetyzacyjna SD-13. Od lutego 2013 roku dywizjon posiada odznakę pamiątkową, a od lipca 2014 roku odznakę rozpoznawczą. W 2016 roku ustanowiono święto dOW przypadające na 20 maja. W latach 2020-2021 do dywizjonu wcielono nowe holowniki – H-1 Gniewko, H-2 Mieszko i H-3 Leszko. 

## Okręty dywizjonu[6]
- dwa okręty ratownicze typu Piast: ORP „Piast” oraz ORP „Lech”
- jeden zbiornikowiec projektu ZP-1200M: ORP „Bałtyk”[7]
- okręt szkolny ORP „Wodnik”
- dwa kutry ratownicze projektu B823: OORP „Zbyszko” (R-14), „Maćko” (R-15)
- trzy holowniki projektu B860: H-1 (Gniewko)[3], H-2 (Mieszko)[4], H-3 (Leszko)[5]
- pływająca stacja demagnetyzacyjna projektu B820: SD-13[2]

## Dowódcy dywizjonu[1]
- kmdr. Janusz Wyderski (2006 – 12 listopada 2009)
- kmdr. Kazimierz Pulkowski (12 listopada 2009 – 19 października 2012)
- kmdr. Krzysztof Jasiński (19 października 2012 - 9 października 2014)
- kmdr. Albert Figat (9 października 2014 - 2 marca 2020)
- kmdr. Robert Szymaniuk (2 marca 2020 – 4 listopada 2024)
- kmdr. Grzegorz Zięba (4 listopada 2024 – obecnie)[8]